# شارون فینران
شارون فینران (به انگلیسی: Sharon Finneran) (زادهٔ ۴ فوریهٔ ۱۹۴۶) شناگر اهل ایالات متحده آمریکا است.